# Dewar (Oklahoma)
Pour les articles homonymes, voir Dewar.
Dewar est une ville du comté d'Okmulgee, dans l'Oklahoma, aux États-Unis. La population était de 818 habitants au recensement de 2010, soit une baisse de 3,4% par rapport à 919 au recensement de 2000. Fondée en 1909 par des ouvriers du Missouri, de l'Oklahoma et du Gulf Railway (MO & G), elle porte le nom de William Peter Dewar, responsable des chemins de fer. Elle a été incorporée en 1909.

## Géographie
Selon le Bureau du recensement des États-Unis, Dewar a une superficie totale de 0,9 milles carrés (2,3 kilomètres carrés), dont 1,08 % est constitué d’eau.

## Démographie
Au recensement de 2000, il y avait 919 habitants, 344 ménages et 261 familles résidant dans la ville. La densité de population était de 999,2 habitants au mille carré (385,7/ km²). Il y avait 386 unités de logement à une densité moyenne de 419.7 logements par mille carré (162.0 / km ²). La composition ethnique de la ville était composée à 71,49% de Blancs, de 0,33% d'Afro-Américains, de 19,80% d'amérindiens, de 0,54% d'autres ethnies, et 7,83% de deux ethnies ou plus. Les personnes Hispaniques ou Latino-Américains de n'importe quelle ethnie représentaient quant à elles 2,07% de la population.
Il y avait 344 ménages dont 34,3% avaient des enfants de moins de 18 ans vivant avec eux, 58,4% étaient des couples mariés vivant ensemble, 12,8% avaient une femme au foyer sans mari présent et 24,1% étaient des personnes hors famille. 23,0% des ménages étaient composés d'individus seuls et 14,0% avaient une personne seule âgée de 65 ans ou plus comme occupante. La taille moyenne des ménages était de 2,67 personnes et la taille moyenne des familles était de 3,12 personnes. 
En ville, la population était dispersée avec 27,3% de personnes ayant moins de 18 ans, 10,0% de 18 à 24 ans, 24,8% de 25 à 44 ans, 24,5% de 45 à 64 ans et 13,4% de 65 ans. L'âge médian était de 35 ans. Pour 100 femmes, il y avait 93,9 hommes. Pour 100 femmes agées de 18 ans et plus, il y avait 92,0 hommes. 
Le revenu médian pour une maison dans la ville était d'environ 30 000 $ et le revenu médian pour une famille était d'environ 35 417 $. Les hommes avaient un revenu médian de 27 625 $ contre 18 036 $ pour les femmes. Le revenu par personne pour la ville était 12,188 $ par habitant. Environ 11,5% des familles et 15,2% de la population vivaient en dessous du seuil de pauvreté, dont 22,6% de moins de 18 ans et 17,4% de personnes âgées de 65 ans et plus.